# Bill O'Reilly
William James O'Reilly Jr. (10 de septiembre de 1949) es un presentador de televisión, director de un programa de radio, escritor y columnista estadounidense de línea conservadora. A finales de los años 1970 y 1980, trabajó para estaciones locales y luego para CBS News y ABC News. Fue el presentador del programa Inside Edition de 1989 a 1995. En 1996, comenzó a trabajar para Fox News Channel, donde presentó The O'Reilly Factor hasta 2017. Ha escrito varios libros y entre 2002 y 2009 presentó The Radio Factor. Perdió su puesto en 2017 tras una investigación de New York Times, que reveló que durante años él y Fox News habían pagado 13 millones de dólares en acuerdos extrajudiciales por acoso sexual.

## Familia y juventud
O'Reilly nació en 1949 en la Ciudad de Nueva York, hijo de William y Angela O'Reilly, de Brooklyn, Nueva York y Bergen County, Nueva Jersey. En 1951, su familia se mudó a Levittown en Long Island.
Después de graduarse en la Chaminade High School, un colegio privado católico masculino en Mineola en 1967, O'Reilly asistió al Marist College. Estando en Marist, O'Reilly jugó como punter en el National Club Football Association, y escribió para el periódico del colegio The Circle. Se graduó en historia con honores. Pasó su primer año de la universidad en el extranjero, asistiendo al Queen Mary College en la Universidad de Londres. O'Reilly recibió un B.A. en Historia en 1971. Jugó béisbol semiprofesional en esta época, como pitcher para los Brooklyn Monarchs. Trató sin éxito de estar en los New York Mets.[cita requerida]
Después de graduarse del Marist College, O'Reilly se mudó a Miami, Florida a la edad de 21, donde enseñó inglés e historia en el Monsignor Pace High School por dos años. Posteriormente O'Reilly regresó a estudiar y obtuvo un M.A. en "Broadcast Journalism" (periodismo televisivo) por la Universidad de Boston (donde estuvo junto a Howard Stern) en 1976. Estando en la Universidad de Boston, fue reportero y columnista para varios periódicos locales y semanarios alternativos de noticias, incluyendo el The Boston Phoenix. O'Reilly realizó su internado de periodismo televisivo en Miami en esta época, además de trabajar como escritor de entretenimiento y crítico de cine en el The Miami Herald. O'Reilly  obtuvo un Master of Public Administration en la Escuela de Gobierno John F. Kennedy de la Universidad Harvard.

## Carrera mediática

### Inicios
Los inicios de O'Reilly en las noticias de televisión incluyeron cargos como reportero y presentador de informativos en WNEP-TV en Scranton, Pensilvania, donde también presentaba los las previsiones meteorológicas. En WFAA-TV en Dallas, Texas, O'Reilly ganó el Dallas Press Club Award por excelencia en periodismo de investigación. Posteriormente pasó a KMGH-TV en Denver, Colorado donde ganó el Premio Emmy local por su cobertura de un secuestro aéreo. O'Reilly también trabajó para KATU-TV en Portland, Oregón, como también para las estaciones de televisión en Hartford, Connecticut (WFSB-TV) y en Boston, Massachusetts.

### The O'Reilly Factor
The O'Reilly Factor es un programa muy visto en uno de los tres canales de televisión por cable más grandes de Estados Unidos e inició la tendencia a programas de noticias en horarios estelares orientados a la opinión pública. El programa se graba en la Ciudad de Nueva York y es transmitido todas las semanas en FOX News Channel a las 8:00 p. m. hora del este.

## Vida privada
O'Reilly contrajo matrimonio en 1995 con Maureen E. McPhilmy, una ejecutiva de relaciones públicas con quien tuvo dos hijos, separándose posteriormente . Actualmente O'Reilly vive en la zona residencial de Manhasset, Nueva York. 

## Creencias y puntos de vista políticos
The O'Reilly Factor y el programa de radio The Radio Factor de O'Reilly, están centrados en noticias y comentarios sobre política principalmente. Ha acuñado el término «tradicionalista» cuando describe sus puntos de vista sobre varios temas, diciendo que el término no coincide con las líneas normales de los partidos.
O'Reilly ha dicho no estar afiliado a ningún partido político; sin embargo en 2000 el The New York Daily News determinó que estaba registrado en el Partido Republicano en el estado de Nueva York. Afirmó que esto era un malentendido y desde entonces aparece registrado como independiente. Tras las elecciones presidenciales de 2008, el The Daily Telegraph situó a O'Reilly en el número 82 de su lista de "100 conservadores más influyentes de Estados Unidos".

No soy una persona política en el sentido de que adopto una ideología. Hasta el día de hoy soy un pensador independiente, un votante independiente, estoy registrado como independiente ... hay ciertas cosas fundamentales en las que fue fundado este país que yo respeto y no quiero cambiar. Eso me separa de los secularistas que quieren un completo desarme sobre cómo este país está siendo manejado.
Bill O'Reilly, 2003.

## Controversias
A lo largo de su carrera, Bill O'Reilly ha sido criticado y ha tenido numerosas disputas con personajes públicos como Al Franken, Bill Moyers, George Clooney, 50 Cent, Rosie O'Donnell, Arianna Huffington, Mark Cuban, Nas, Joe Scarborough y Keith Olbermann, normalmente a consecuencia de comentarios vertidos por Bill. Organizaciones de control periodístico del sector progresista como Media Matters for America y Fariness and Accuracy in Reporting han criticado la forma de informar de O´Reilly en varios temas, acusándolo de distorsionar hechos y usar estadísticas falsas y que inducen a error.
O'Reilly ha sido considerado como la principal fuente de inspiración del personaje satírico cómico Stephen Colbert en el show televisivo The Colbert Report de Comedy Central, en la que dicho cómico parodia en su totalidad el programa The O´Reilly Factor. En dicho show Colbert se refiere a O'Reilly como el «Papá Oso» («Papa Bear»).
El 13 de octubre de 2004, O´Reilly demandó a la productora de The O´Reilly Factor, Andrea Mackris, a su abogado Benedict P. Morelli, así como a la firma en la que este trabajaba por extorsión, alegando que Mackris había amenazado en privado a O´Reilly con denunciarle por acoso sexual a no ser que este le pagara más de 60 millones de dólares. Ese mismo día, Mackris acabó denunciándolo por acoso sexual. Alegó que O´Reilly realizó llamadas telefónicas de explícito contenido sexual, incluyendo un "vil y degradante monólogo sobre sexo". O´Reilly negó haber realizado cualquier tipo de acoso sexual o físico o "tocamientos ofensivos". También alegó que el motivo de la denuncia era sólo de naturaleza política y económica. Según informaciones periodísticas, O´Reilly pudo llegar a pagarle a Mackris millones de dólares como parte de su trato que llevó al archivo de ambas demandas, si bien los términos del acuerdo son confidenciales. La demanda fue finalmente archivada el 28 de octubre de 2004.

## Libros y otros medios
O'Reilly escribe columnas semanalmente para periódicos sindicalizados que aparecen en varios periódicos, incluyendo el New York Post y el Chicago Sun-Times.

#### En inglés
- Those Who Trespass. Novela. Bancroft Press, abril de 1998; reimpresión, Broadway Books, febrero de 2004. 288 páginas. ISBN 0-9631246-8-4.
- The O'Reilly Factor: The Good, the Bad, and the Completely Ridiculous in American Life. No-ficción. Broadway Books, septiembre de 2000; reimpresión, Broadway Books, marzo de 2002. 224 páginas. ISBN 0-7679-0528-8. Llegó al #1 en la lista de superventas de no fincción del New York Times.[19]
- The No Spin Zone. No-ficción. Broadway Books, octubre de 2001; reimpresión, Broadway Books, marzo de 2003. 208 páginas. ISBN 0-7679-0848-1. Llegó al #1 en la lista de superventas del New York Times.[19]
- Who's Looking Out For You?. No-ficción. Broadway Books, septiembre de 2003; reimpresión, Broadway Books, septiembre de 2004. 224 páginas. ISBN 0-7679-1379-5. Llegó al #1 en la lista de superventas de no ficción del New York Times.[19]
- The O'Reilly Factor For Kids: A Survival Guide for America's Families. No-ficción. HarperEntertainment, septiembre de 2004; reimpresión, Harper Paperbacks, septiembre de 2005. 208 páginas. ISBN 0-06-054424-4. Coautor Charles Flowers. Superventas de 2005 en libros de no ficción para niños.[20]
- Culture Warrior. No-ficción. Broadway Books, septiembre de 2006. 240 páginas. ISBN 0-7679-2092-9. Llegó al #1 en la lista de superventeas de no ficción del New York Times.[19] Logró más de un millón de copias impresas en sus primeros tres meses.
- Kids Are Americans Too. No-ficción. William Morrow (16 de octubre de 2007). 160 páginas. ISBN 0-06-084676-3.
- A Bold Fresh Piece of Humanity: A Memoir. Broadway Books, 2008. ISBN 0-7679-2092-9.
- Pinheads and Patriots: Where You Stand in the Age of Obama. William Morrow, 2010. ISBN 0-06-195071-8.
- Killing Lincoln: The Shocking Assassination that Changed America Forever. Henry Holt and Co, 2011. ISBN 0-8050-9307-9.
- Lincoln's Last Days: The Shocking Assassination that Changed America Forever. Henry Holt and Co, 2012. ISBN 978-0-8050-9675-0.
- Killing Kennedy: The End of Camelot. Henry Holt and Co, 2012. ISBN 978-0-8050-9666-8.
- Kennedy's Last Days: The Assassination That Defined a Generation. Henry Holt and Co, 2013. ISBN 9780805098020.
- Killing Jesus: A History, 2013.

#### En castellano
- Matar a Lincoln. El espantoso asesinato que cambió Estados Unidos para siempre, con Martin Dugard. La esfera de los libros, enero de 2013. ISBN 9788499705262.